# 627 Charis
627 Charis
627 Charis là một tiểu hành tinh ở vành đai chính. Nó được August Kopff phát hiện ngày 4.3.1907 ở Heidelberg và được đặt theo tên nữ thần Charis trong thần thoại Hy Lạp